# Pack (Sattel)
Die Pack oder der Packsattel ist ein Passübergang vom Lavanttal (Kärnten) in die Weststeiermark. Sein Gebiet gehört zur Gemeinde Hirschegg-Pack.

## Geschichte
Die Pack ist ein alter Übergang einer Poststraße. Bereits 1594 ist eine ständige Postverbindung von Klagenfurt über Völkermarkt und die Pack nach Graz belegt.
Auf alten Landkarten wird der Packsattel mit „Vier Thöre“ bezeichnet: Das bezieht sich darauf, dass die am Sattel zusammenstoßenden vier Wege jeweils mit einem Tor verschlossen waren, um zu verhindern, dass sich Weidevieh auf andere Grundstücke verlief. Eine Mautstelle ist für die Pack nicht belegt.

## Verkehr

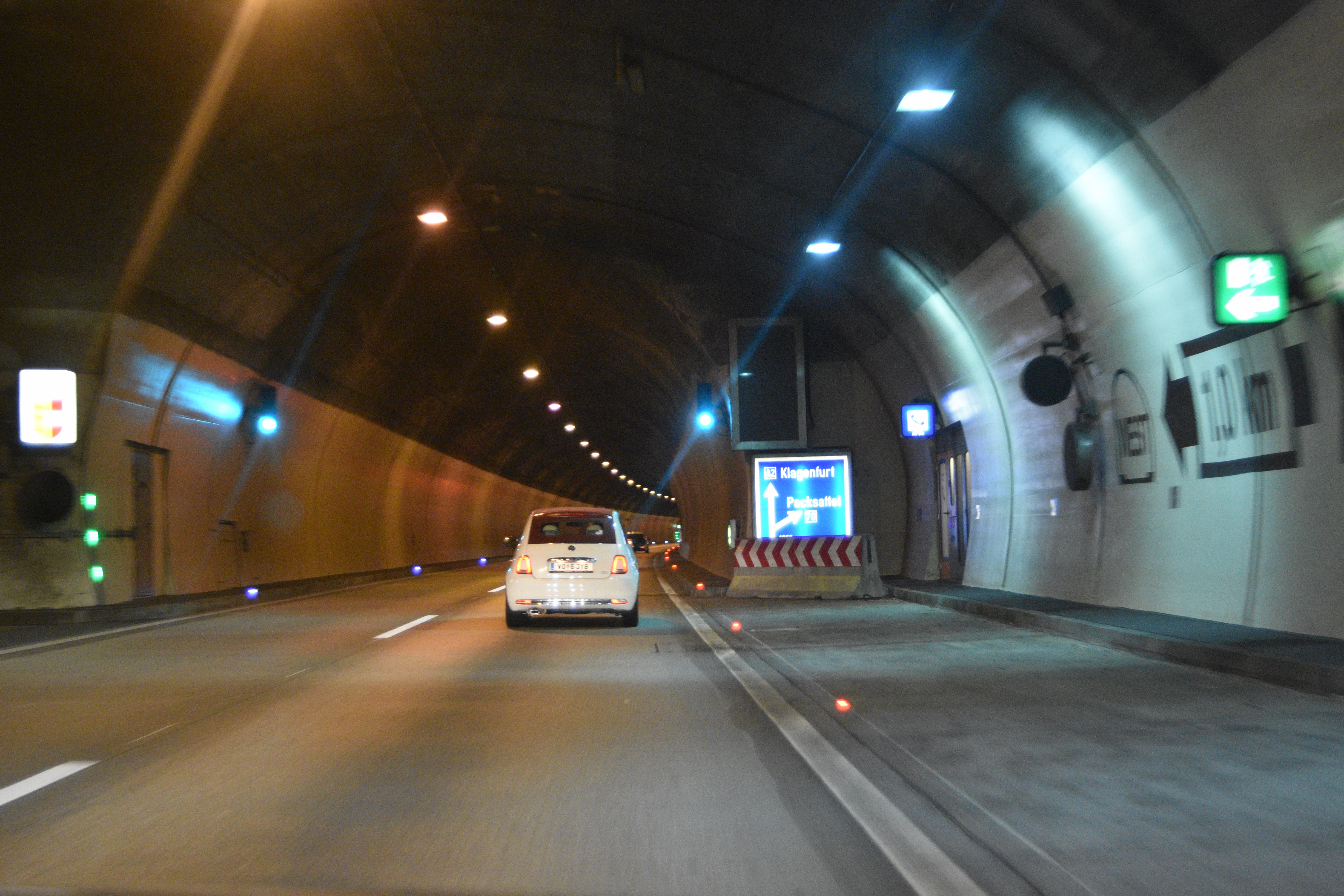
Süd-Autobahn A2, Kalcherkogeltunnel Fahrtrichtung Süden – Wegweiser vor der Abfahrt Packsattel

Die Süd Autobahn A 2 führt knapp südlich des Packsattels durch den Kalcherkogeltunnel (zwei Röhren, 1993 m bzw. 1968 m), an dessen Westportal die Autobahnanschlussstelle Pack anschließt, die bergwärts führt und auf dem Packsattel an die Landesstraße B 70 anschließt. Sie ist einer der bedeutendsten Verkehrswege (Klagenfurt – Graz – Wien) Österreichs. Am Packabschnitt dieser Autobahn, vor allem im Winter bei Schneefall, Nebel oder im Sommer an verkehrsstarken Reisewochenenden, kommt es immer wieder zu Staus und Verkehrsbehinderungen.
Die Packer Straße B 70 führt ebenfalls über die Pack. Sie führt von Graz und nach Klagenfurt. Da es sich um eine Landesstraße handelt, gilt als amtlicher Endpunkt für das jeweilige Land die Landesgrenze am Packsattel. Das hat aber auf die Verkehrsbedeutung keinen Einfluss. Vor dem Bau der Südautobahn war sie Teil der Hauptroute von Wien nach Kärnten.
Auch der Nord-Süd-Weitwanderweg verläuft in Nord-Süd-Richtung über den Sattel.

## Die Pack in historischen Darstellungen

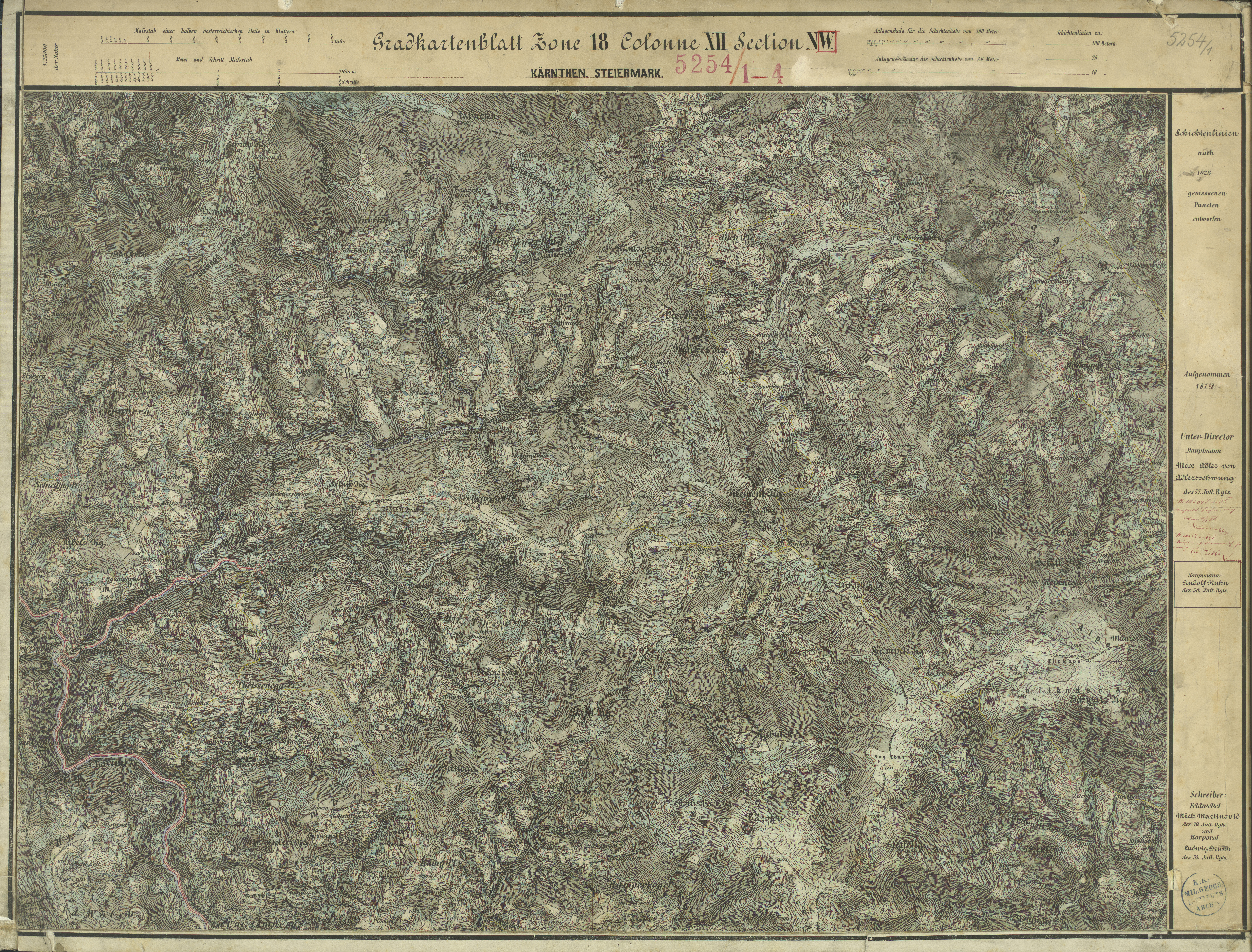
Die „Vier Thöre“ (Packsattel, Mitte oben) im 19. Jahrhundert, Aufnahmeblatt der Landesaufnahme
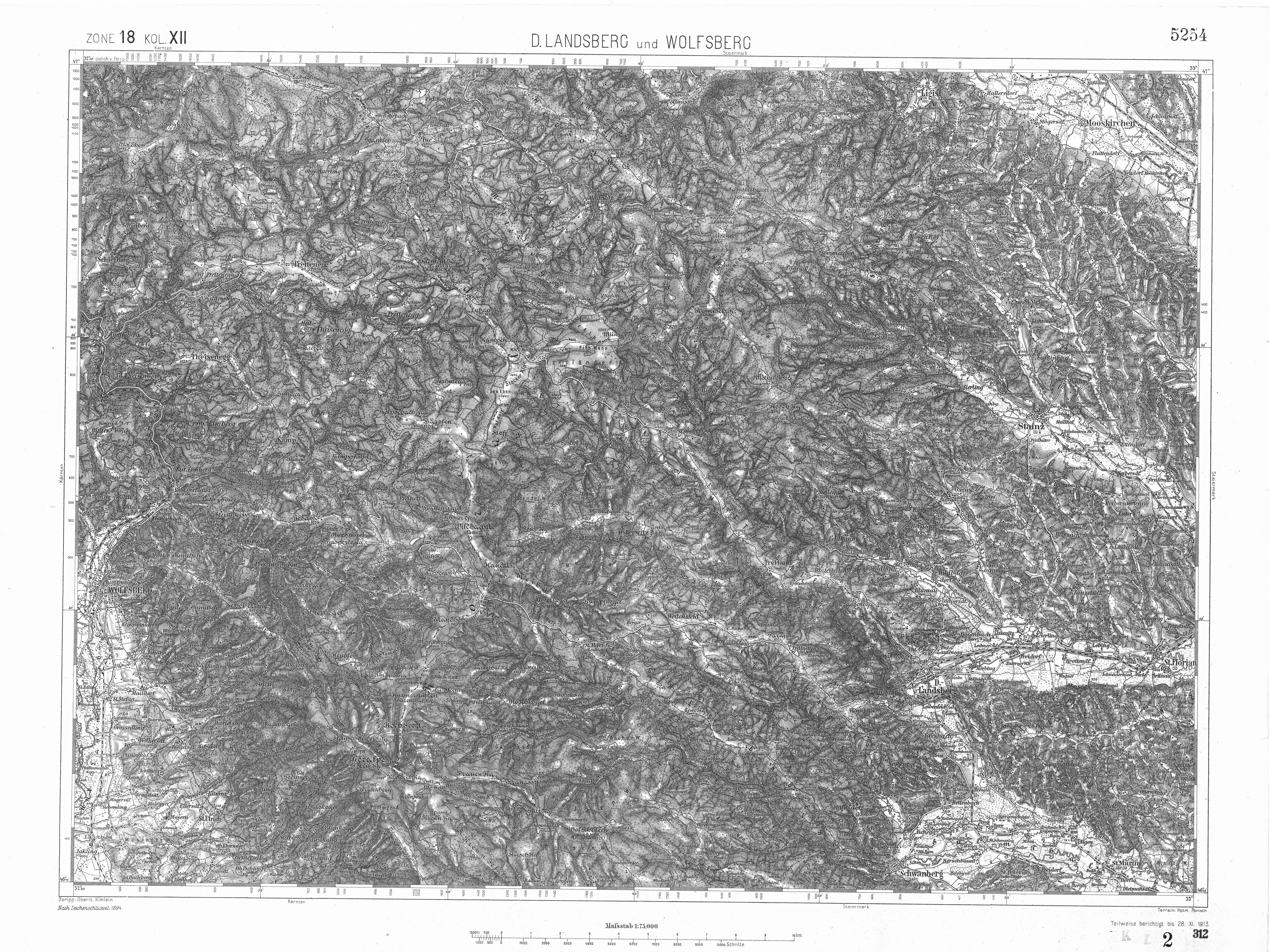
Spezialkarte der franzisco-josephinischen Landesaufnahme, Darstellung 1894, teilweise berichtigt bis 28. XI. 1913
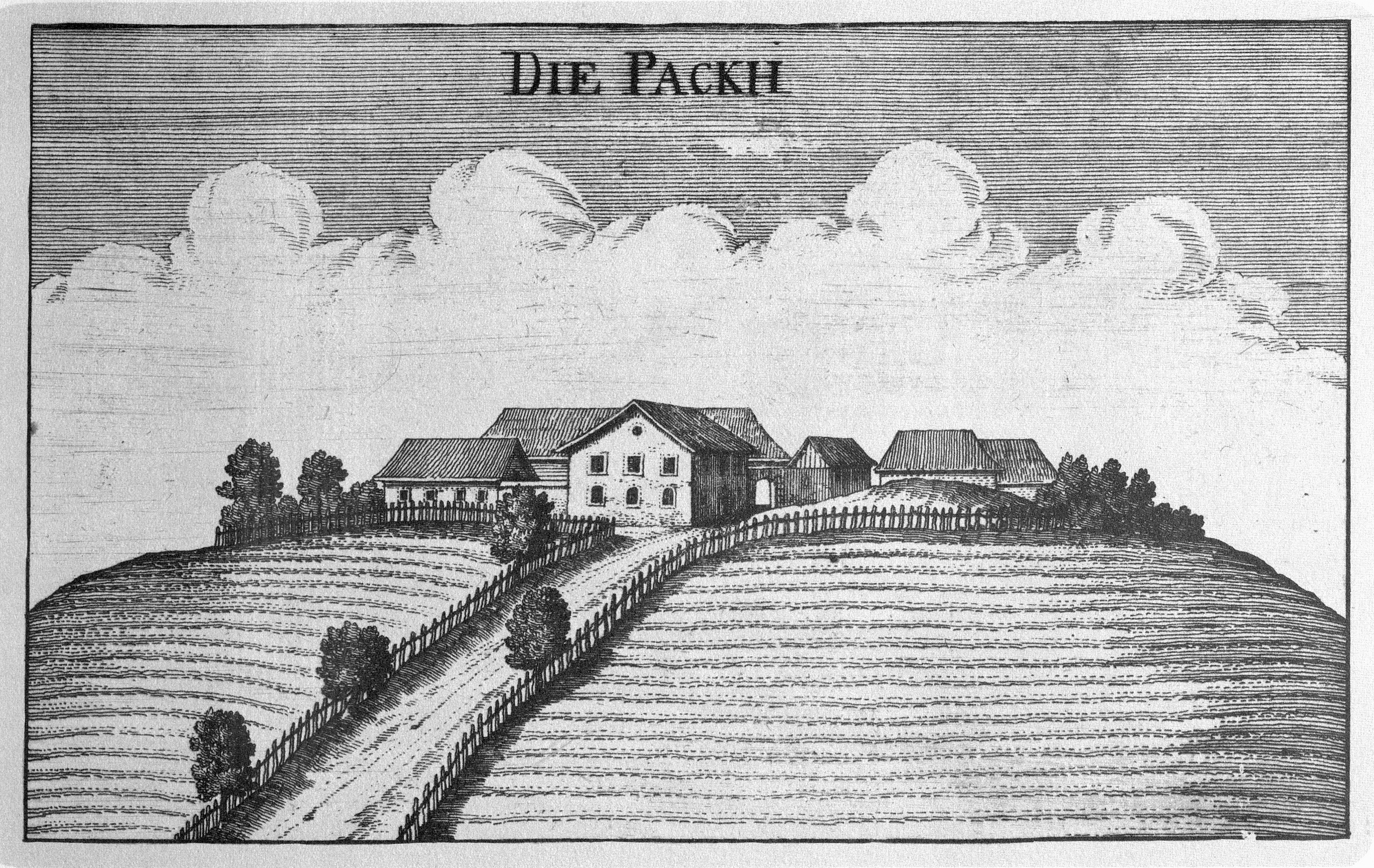
Die Pack im 17. Jahrhundert in der „Topographia Ducatus Stiriae“ von Georg Matthäus Vischer